# Friendships (Lost My Love)
"Friendships" je instrumentální skladba v žánru elektronická taneční hudba, vydaná v roce 2017.  Autor je Pascal Letoublon. V roce 2020 byl přidán zpívaný text a skladba byla vyádna pod titulem "Friendships (Lost My Love)".
Skladba je pozoruhodná tím, že se velmi často používá jako doprovodná hudba při vytváření virálních videí. Velmi často se objevuje o videklipů s improvizovaným tancem Moonwalk